# Бретань Классик
Бретань Классик (фр. Bretagne Classic или официально фр. Bretagne Classic Ouest-France , до 2015 года известная как  Гран-при Плуэ фр. Grand-Prix de Plouay) — ежегодная шоссейная однодневная велогонка, проходящая во французском  регионе Бретани с 1931 года. 

## История
Гона была создана создана в 1931 году бывшим доктором Тур де Франс Берти, который использовал свое влияние, чтобы привлечь некоторых известных французских велогонщиков в дебютное издание, победу на котором одержал бретонский гонщик Франсуа Фаве. В первые десятилетия в гонке доминировали французские гонщики. Первым не французским победителем стал итальянец Уго Анзиль в 1954 году, вторым - голландец Фритс Пирард в 1979 году. 
С 1992 по 1998 год под названием Гран-при Плуэ входил в Велошоссейный кубок Франции. В 2005 году с появлением ПроТура UCI (чуть позднее и Мирового календаря UCI) вошёл в его календарь, а с 2011 года присутствует в составе календаря его приемника — Мирового тура UCI.
В 2016 году для сохранения места в Мировом туре гонка радикально сменила маршрут. Вместо многокругового в окрестностях Плуэ, он стал состоять фактически из одного большого круга по территории Бретани. Это отразилось и название — гонка была переименована из Гран-при Плуэ в Бретань Классик.
В большинстве случаев победа разыгрывается в спринтерском финише, но иногда случаются небольшие отрывы успешно доезжающие до финиша.
Среди её победителей можно выделить следующих велогонщиков. Шон Келли был первым англоговорящим гонщиком, который выиграл в 1984 году. Бельгиец Франк Ванденбрук стал самым молодым победителем в 1996 году, в возрасте 21 года. Итальянец Винченцо Нибали, на пути к своей известности, одержал неожиданную победу в 2006 году в возрасте 22 лет. Австралийцы Саймон Джерранс и Мэттью Госс победили соответственно в 2009 и 2010 годах. Норвежец Эдвальд Боассон Хаген с сольной победой в 2012 году. Итальянец Филиппо Поццато, которому победа в 2013 году помогла воскресить его карьеру.
Это единственная французская велогонка высшего уровня, которая не организована Amaury Sport Organisation.
С 2002 года проводится женская версия гонки.

## Маршрут
Гонка стартует и финиширует в маленьком городе Плуэ, в самом сердце французского велоспорта. 
Первоначально гонка проходила по кольцевой трассе протяженностью около 19,75 километра включавшую два подъёма, по трассе Жан-Ива Перрона (Circuit Jean-Yves Perron), которую гонщики должны были проехать одиннадцать раз. 
В 2006 году протяжённость круга была увеличена на 5,6 км, что добавило ещё один подъём и сделало круг более избирательным — Anstieg von Kérihuel (2,3 км, 8%), Côte du Lézot(1,3 км, 7%) Côte de Ty-Marrec (1,0 км; 10%). По этому маршрут в 2000 году проходил Чемпионат мира.
В 2012 году маршрут стал состоять основного круга протяжённостью 26,9 километров проходимого несколько и одного финального 14-километрового круга. Основной включал три подъёма. Первый из них Côte du Lézot начинался почти сразу после старта, его протяжённость 1,3 км со средним градиентом 6%. Следующим шёл Chapelle Sainte-Anne — пологий шестикилометровый подъём расположенный на середине круга. Далее располагался равнинный участок после которого располагался третий подъём Côte de Ty-Marrec с максимальным градиентом 10%. Финальный круг включал только первый и третий подъёмы. При этом Côte de Ty-Marrec давало возможность для организации отрыва или подготовки спринтерский поездов. Общая протяжённость составляла от 210 до 240 км .
В 2016 году гонка когда гонка была переименована, изменили и маршрут. Дистанция стал состоять из одного большого круга протяжённостью 227,8 км и одного финального протяжённостью 13,9 км. Общая протяжённость составляет более 240 км.
Дистанция характеризуется высокой скоростью, подъёмами и техническими спусками.

## Любительское Гран-При
С 2002 года, за день до основной (мужской профессиональной) гонки, проводятся соревнования для мужчин-любителей (Grand Prix de Plouay Elite Open, ранее известный как Grand Prix Plouay-CMB) и женщин, организованные тем же клубом. Они преодолевают в субботу по шесть кругов в гонке под названием Grand Prix de la Ville de Plouay. В пятницу в Морбиане проводятся культурно-массовые велосипедные мероприятия. Первоначально всё это называлось Три дня Плуэ, с 2018 года Четыре дня Плуэ.

## Призёры
| Год                                                 | Победитель            | Второй              | Третий                   |
| --------------------------------------------------- | --------------------- | ------------------- | ------------------------ |
| Circuit de l'Ouest                                  |                       |                     |                          |
| 1931                                                | Франсуа Фавэ          | Pierre Le Doare     | Андре Година             |
| 1932                                                | Филипп Боно           | Paul Le Drogo       | Фердинан Ле Дрого        |
| 1933                                                | Филипп Боно           | Раймон Лувью        | Julien Grujon            |
| 1934                                                | Люсьен Тюло           | Jean Keriel         | René Durin               |
| 1935                                                | Жан Ле Диль           | E. Le Gallo         | Raymond Drouet           |
| 1936                                                | Пьер Коган            | François Lucas      | Жан Ле Диль              |
| 1937                                                | Жан Мари Гоасма       | Робер Оброн         | Амеде Фурнье             |
| 1938                                                | Пьер Клоарек          | Robert Tanneveau    | Жан Мари Гоасма          |
| 1939-1944 не проводилась из-за Второй мировой войны |                       |                     |                          |
| 1945                                                | Элои Тассен           | Christophe Taeron   | Georges Gouyette         |
| Tour de l'Ouest                                     |                       |                     |                          |
| 1946                                                | Анж Ле Стра           | Роже Чупин          | Пьер Коган               |
| 1947                                                | Раймон Лувью          | Альбер Бурлон       | Роже Чупин               |
| 1948                                                | Элои Тассен           | Francis Chretien    | Раймон Лувью             |
| 1949                                                | Аман Одер             | Guy Butteux         | René Haugustaine         |
| 1950                                                | Аман Одер             | Андре Раффе         | Germain Mercier          |
| 1951                                                | Эмиль Гэринель        | Guy Butteux         | Jean Erussard            |
| 1952                                                | Эмиль Гэринель        | Франсуа Маэ         | Жан Бобе                 |
| 1953                                                | Серж Блюссон          | Louis Gillet        | Raymond Scardin          |
| 1954                                                | Уго Анзиль            | Jean Le Guilly      | Jean Cadras              |
| 1955                                                | Жан-Жак Петитан       | Жак Дюпон           | Joseph Le Cadet          |
| 1956                                                | Валентин Уо           | Рене Фурнье         | Жозеф Морван             |
| 1957                                                | Исаак Витр            | Жозеф Морван        | Жозеф Гроссар            |
| 1958                                                | Жан Гэнш              | Андре Раффе         | Джозеф Томин Фернан Пико |
| 1959                                                | Эммануэль Кренн       | Жан Гэнш            | Félix Lebuhotel          |
| 1960                                                | Юбер Феррер           | Андре Фушер         | Жозеф Велли              |
| Circuit de l'Aulne                                  |                       |                     |                          |
| 1961                                                | Фернан Пико           | Emile Le Bigaut     | Max Bléneau              |
| 1962                                                | Жан Гэнш              | Georges Groussard   | Жозеф Морван             |
| 1963                                                | Фернан Пико           | Pierre Le Mellec    | Fernand Delort           |
| 1964                                                | Жан Бурле             | Юбер Феррер         | Жан Гэнш                 |
| 1965                                                | Франсуа Гоасдюфф      | Юбер Ниль           | Jean-Louis Jagueneau     |
| Grand-Prix de Plouay                                |                       |                     |                          |
| 1966                                                | Клод Мазо             | Жан Бурле           | Pierre Le Mellec         |
| 1967                                                | Франсуа Амон          | Жорж Шапп           | Морис Морен              |
| 1968                                                | Жан Журден            | Жан-Клод Лебоб      | Андре Циммерман          |
| 1969                                                | Жан Журден            | Франсуа Гоасдюфф    | Léon-Paul Ménard         |
| 1970                                                | Жан Маркарини         | Робер Булукс        | Роланд Берлан            |
| 1971                                                | Жан-Пьер Дангийом     | Jacques Gestraud    | Раймон Делиль            |
| 1972                                                | Робер Булукс          | Gérard Besnard      | Энцо Маттиода            |
| 1973                                                | Жан-Клод Ларжо        | Жильбер Беллоне     | Ги Сибилль               |
| 1974                                                | Раймон Мартен         | Jacques Botherel    | Клод Эгепарсес           |
| 1975                                                | Сириль Гимар          | Жан-Луи Дангийом    | Guy Santy                |
| 1976                                                | Жак Боссис            | Патрик Перре        | Пьер-Раймон Вильмьан     |
| 1977                                                | Жак Боссис            | Роже Леже           | Кристиан Сезнек          |
| 1978                                                | Пьер-Раймон Вильмьан  | Йоп Зутемелк        | Марсель Тинацци          |
| 1979                                                | Фриц Пирард           | Жан Шассан          | Ивон Бертан              |
| 1980                                                | Патрик Фрио           | Жак Боссис          | Бернар Бека              |
| 1981                                                | Жильбер Дюкло-Лассаль | Доминик Арно        | Раймон Мартен            |
| 1982                                                | Фрэнсис Кастен        | Режи Клери          | Дидье Вановершельде      |
| 1983                                                | Пьер Баззо            | Марк Мадьо          | Стивен Роуч              |
| 1984                                                | Шон Келли             | Фредерик Вишо       | Эрик Кариту              |
| 1985                                                | Эрик Гюйо             | Руди Маттейс        | Марк Мадьо               |
| 1986                                                | Мартьяль Гайан        | Шон Келли           | Сёрен Лильхольт          |
| 1987                                                | Жильбер Дюкло-Лассаль | Жан-Клод Багот      | Фредерик Брун            |
| 1988                                                | Люк Леблан            | Шарли Мотте         | Патрис Эсно              |
| 1989                                                | Жан-Клод Колотти      | Бруно Корнилет      | Жиль Делион              |
| 1990                                                | Бруно Корнилет        | Мартьяль Гайан      | Томас Вегмюллер          |
| 1991                                                | Арман Де лас Куэвас   | Андреас Каппес      | Мигель Арройо            |
| 1992                                                | Ронан Пенсек          | Серж Багет          | Тьерри Клаверола         |
| 1993                                                | Тьерри Клаверола      | Жан-Франсуа Бернар  | Тьерри Лоран             |
| 1994                                                | Андрей Чмиль          | Ришар Виранк        | Йенс Хеппнер             |
| 1995                                                | Рольф Ерман           | Лоран Мадуа         | Кристиан Хенн            |
| 1996                                                | Франк Ванденбрук      | Лоран Брошар        | Андрей Чмиль             |
| 1997                                                | Андреа Ферригато      | Серджо Барберо      | Крис Хорнер              |
| 1998                                                | Паскаль Эрве          | Людо Дирксенс       | Стефан Элот              |
| 1999                                                | Кристоф Менжен        | Маркус Цберг        | Сергей Иванов            |
| 2000                                                | Микеле Бартоли        | Нико Маттан         | Вальтер Бенето           |
| 2001                                                | Нико Маттан           | Патрис Альган       | Патрик Джонкер           |
| 2002                                                | Джереми Хант          | Стюарт О’Грэйди     | Баден Кук                |
| 2003                                                | Анди Фликингер        | Антони Жеслен       | Николя Жалабер           |
| 2004                                                | Дидье Роус            | Серж Багет          | Гвидо Трентин            |
| 2005                                                | Джордж Хинкепи        | Александр Усов      | Давиде Ребеллин          |
| 2006                                                | Винченцо Нибали       | Хуан Антонио Флеча  | Мануэле Мори             |
| 2007                                                | Томас Фёклер          | Тур Хусховд         | Данило Ди Лука           |
| 2008                                                | Пьеррик Федриго       | Алессандро Баллан   | Давид Лопес Гарсия       |
| 2009                                                | Саймон Герранс        | Пьеррик Федриго     | Пауль Мартенс            |
| 2010                                                | Мэттью Госс           | Тайлер Фаррар       | Йоанн Оффредо            |
| 2011                                                | Грега Боле            | Саймон Герранс      | Томас Фёклер             |
| 2012                                                | Эдвальд Боассон Хаген | Руй Кошта           | Хайнрих Хаусслер         |
| 2013                                                | Филиппо Поццато       | Джакомо Ниццоло     | Самуэль Дюмулен          |
| 2014                                                | Сильвен Шаванель      | Андреа Феди         | Артур Вишо               |
| 2015                                                | Александер Кристофф   | Симоне Понци        | Рамунас Навардаускас     |
| Bretagne Classic-Ouest-France                       |                       |                     |                          |
| 2016                                                | Оливер Насен          | Альберто Беттиоль   | Александер Кристофф      |
| 2017                                                | Элиа Вивиани          | Александер Кристофф | Сонни Кольбрелли         |
| 2018                                                | Оливер Насен          | Михаэль Вальгрен    | Тим Велленс              |
| 2019                                                | Сеп Ванмарке          | Тиш Бенот           | Джек Хэйг                |
| 2020                                                | Майкл Мэттьюс         | Лука Мезгец         | Флориан Сенешаль         |
| 2021                                                | Бенуа Конфруа         | Жюлиан Алафилипп    | Миккель Фролих Хоноре    |
| 2022                                                | Ваут Ван Арт          | Аксель Лоранс       | Александер Камп          |
| 2023                                                | Валантен Мадуа        | Матье Бургодо       | Феликс Гросшартнер       |
| 2024                                                | Марк Хирши            | Поль Манье          | Магнус Корт Нильсен      |

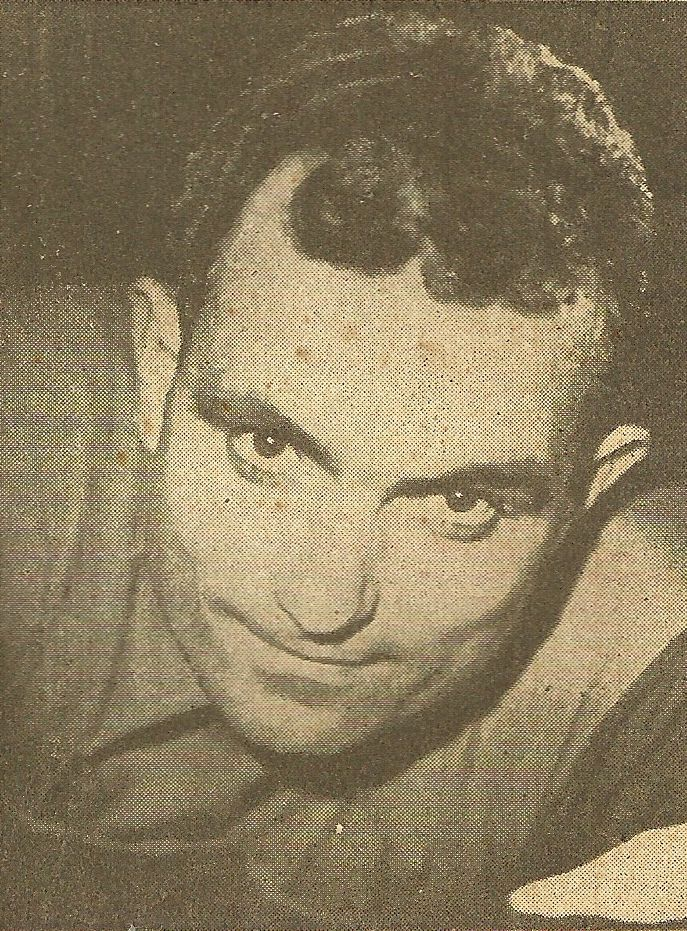
Элои Тассен

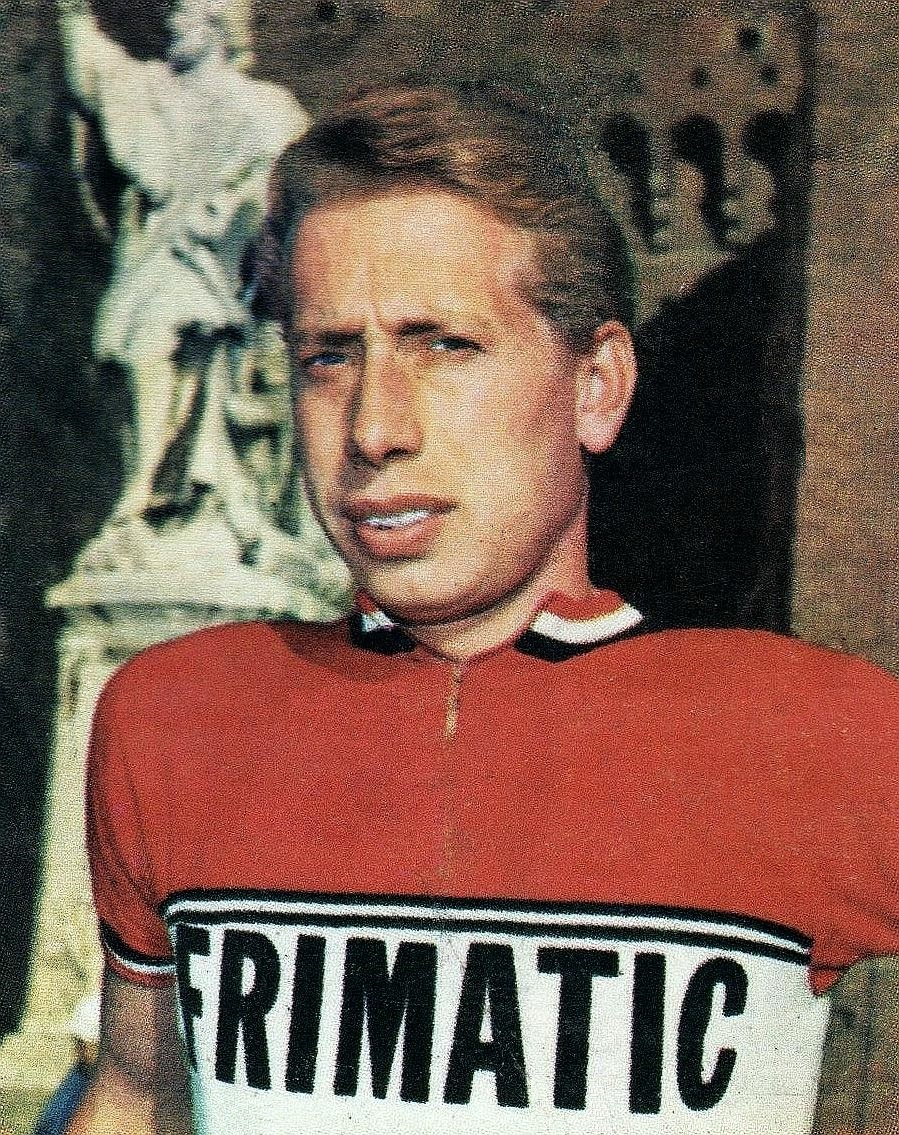
Жан Журден

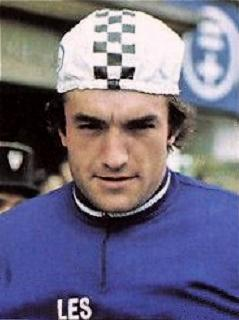
Жильбер Дюкло-Лассай

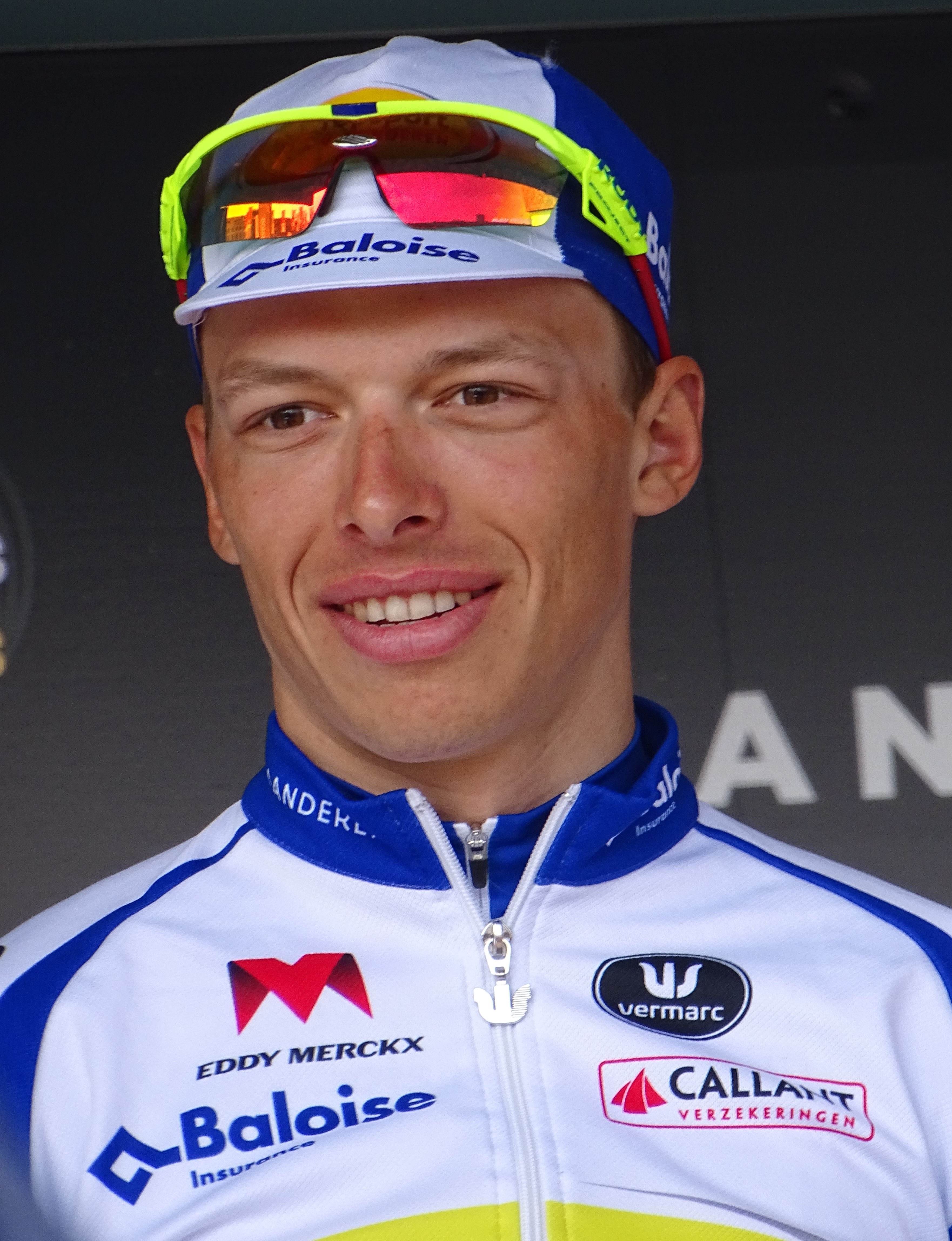
Оливер Насен

- В 2005 году победу одержал американец американец Джордж Хинкепи, но в 2012 году он был дисквалифицирован UCI за применение допинга с 31 мая 2004 года по 31 июля 2006 года, все его результаты в этот период были аннулированы. Перераспределения мест не производилось.[14]